# 수상보호경찰

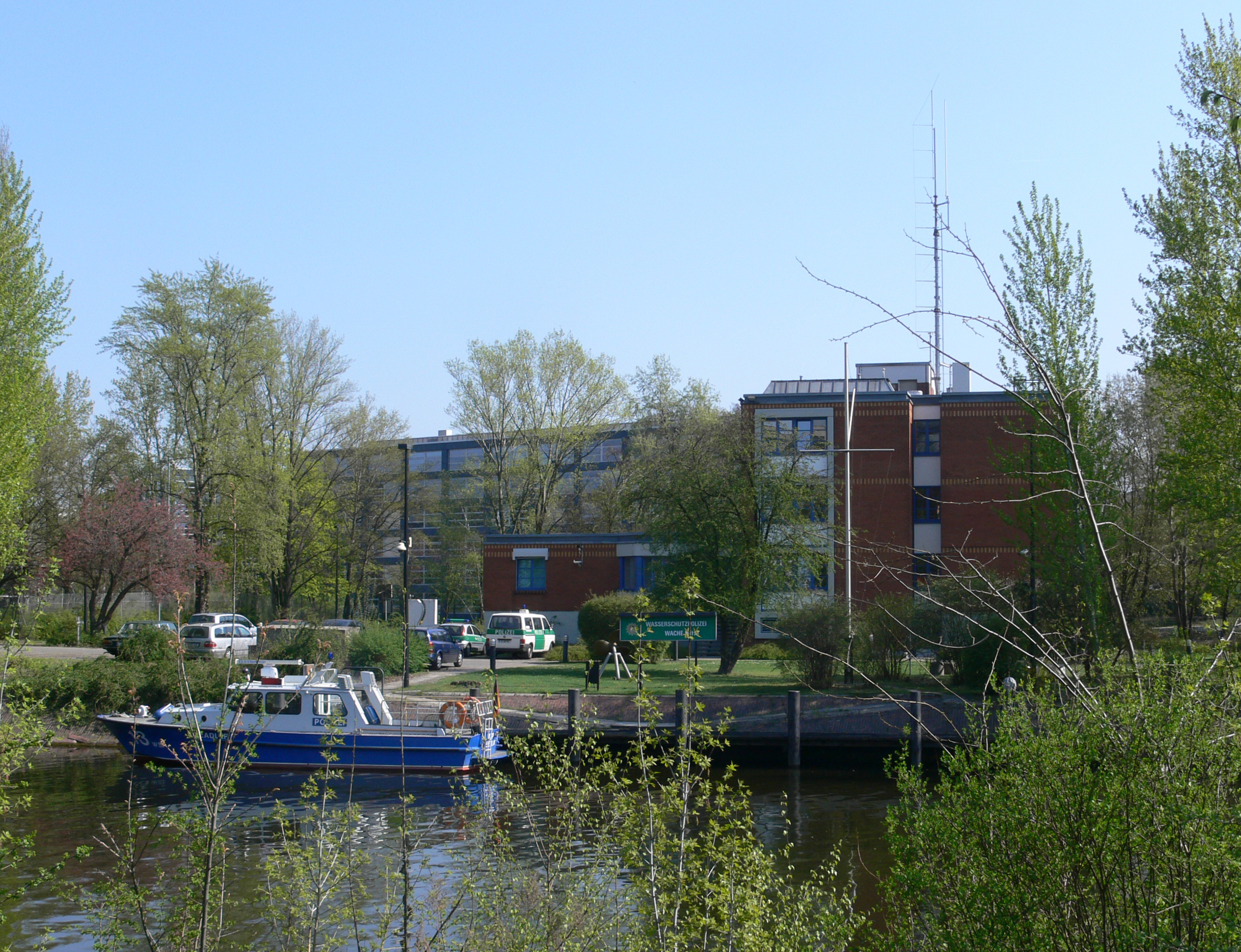
스프레 강과 카를로텐부르크 운하가 만나는 지점에 소재한 베를린 수상보호경찰서.

수상보호경찰(독일어: Wasserschutzpolizei; WSP 바서슈츠폴리차이[*])은 독일 지방경찰 소속으로서 수로, 호소, 항구를 순찰하는 수상경찰이다.
독일에는 항해 가능한 수로가 7,500 킬로미터 정도 존재하며, 이 수로들이 물류의 3할을 담당한다. 수운이 활발하기 때문에 경찰의 감독이 필요하다. WSP 경관들은 해군과 유사한 제복을 입으며, 대개 함부르크의 수상보호경찰학교(Wasserschutzpolizeischule)에서 교육을 받는다. 실용적인 이유 때문에 어느 한 주의 수상보호경찰이 다른 주에 대한 관할권을 가질 수도 있다. 예컨대 함부르크 WSP가 함부르크 뿐 아니라 메클렌부르크포어포메른, 니더작센, 슐레스비히홀슈타인을 지나는 엘베강도 관할하고 있다.